# SFV-Frauen-Cup
Der Salzburger-Frauenliga-Pokal ist einer von neun österreichischen Fußball-Pokalwettbewerben für Amateurmannschaften der Damen auf Verbandsebene, der vom Salzburger Fußballverband ausgerichtet und im K.-o.-System ausgetragen wird. 
Der Pokal wurde erstmalig in der Saison 1998/99 als SFV-Frauen Cup ausgetragen und verlieb bis zur Saison 2024/25 aufgrund der geringen Anzahl an Frauenfußballmannschaften als Novum im Salzburger Frauenfußball. Der aktuelle Titelträger des Pokals ist SG FC Bergheim 1c.

## Geschichte
Erste Austragung 1998/99
| Saison                      | Pokal-Sieger              | Finalist                   | Resultat       |
| SFV-Frauen-Cup              | SFV-Frauen-Cup            | SFV-Frauen-Cup             | SFV-Frauen-Cup |
| --------------------------- | ------------------------- | -------------------------- | -------------- |
| 1998/99                     | PSV Schwarz-Weiß Salzburg | ESV ASKÖ Saalfelden-Harham | 4:0 (2:0)      |
| Salzburger-Frauenliga-Pokal |                           |                            |                |
| 2024/25                     | SG FC Bergheim III        | FC Schladming              | 3:1 (2:0)      |

Der SFV-Frauen-Cup wurde in der Saison 1998/99 eingeführt und brachte im Finalspiel in Saalfelden ein 4:0 (Halbzeit 2:0) des PSV Schwarz-Weiß Salzburg über den ESV ASKÖ Saalfelden-Harham.
Sowohl geschuldet dem geringen Interesses sowie der in den beiden folgenden Jahren vermehrten Einstellung des Spielbetriebes bei den Salzburger Frauenfußballmannschaften kam es zu keiner weiteren Auflage des SFV-Frauen-Cups.
Neuauflage 2024/25
Zur Saison 2024/25 wurde der Salzburger-Frauenliga-Pokal eingeführt. Die Idee ist es den Frauenfußball im Bundesland Salzburg zu attraktiveren. Es nehmen sechs Mannschaften am Pokal teil, welcher im K.-o.-System ausgespielt wird. Das Endspiel der Neuauflage, in dem sich SG FC Bergheim 1c gegen den FC Schladming mit 3:1 durchsetzte, fand in Elsbethen statt.

## Die Titelträger
1 Pokalsieg
SG FC Bergheim III (2025)